# 272 Antonia
A 272 Antonia a Naprendszer kisbolygóövében található aszteroida. Auguste Charlois fedezte fel 1888. február 4-én.